# Rogerpetersoniaceae
De Rogerpetersoniaceae is een monotypische familie van schimmels, die behoren tot de roesten. Het  bevat alleen het geslacht Rogerpetersonia.